# 10457 Сумінов
10457 Сумінов (10457 Suminov) — астероїд головного поясу, відкритий 31 серпня 1978 року.
Тіссеранів параметр щодо Юпітера — 3,499.